# Resolució 1892 del Consell de Seguretat de les Nacions Unides
La Resolució 1892 del Consell de Seguretat de les Nacions Unides fou adoptada per unanimitat el 13 d'octubre de 2009. Fent seva la recomanació de l'informe del Secretari General Ban Ki-moon sobre la situació de les forces de seguretat a Haití, El Consell va decidir ampliar el mandat de la Missió d'Estabilització de les Nacions Unides a Haití (MINUSTAH) fins al 15 d'octubre de 2010 i va ajustar la configuració de la seva força per satisfer millor els requisits actuals sobre el terreny, consistent en un component militar de fins a 6.940 efectius i un component policial de fins a 2.211 policies.
El Consell va reafirmar la seva crida a la MINUSTAH perquè donés suport al procés polític haitià, donant suport a la reconciliació nacional i suport logístic per la celebració de les eleccions de l'any vinent. També va encoratjar el suport de la MINUSTAH al desenvolupament de les forces de seguretat del país, i va fer un homenatge als dos membres de la MINUSTAH d'Uruguai i Jordània que van morir en estavellar-se un avió de la missió el 9 d'octubre de 2009.